# 約翰·維路斯
約翰·維路斯（荷蘭語：Jan Wils，1891年2月22日—1972年2月11日），荷兰建筑师，是荷兰风格派运动的创始人之一。

## 生平
1891年出生在荷兰阿尔克马尔，曾经与皮特·蒙德里安、特奥·凡·杜斯伯格和赫里特·里特费尔德等人领导荷兰风格派运动。此外他还参与设计了阿姆斯特丹奥林匹克体育场夺得1928年建筑设计金奖，积极参与各项社会活动，给报社和建筑学杂志写过众多报道。

## 参考来源

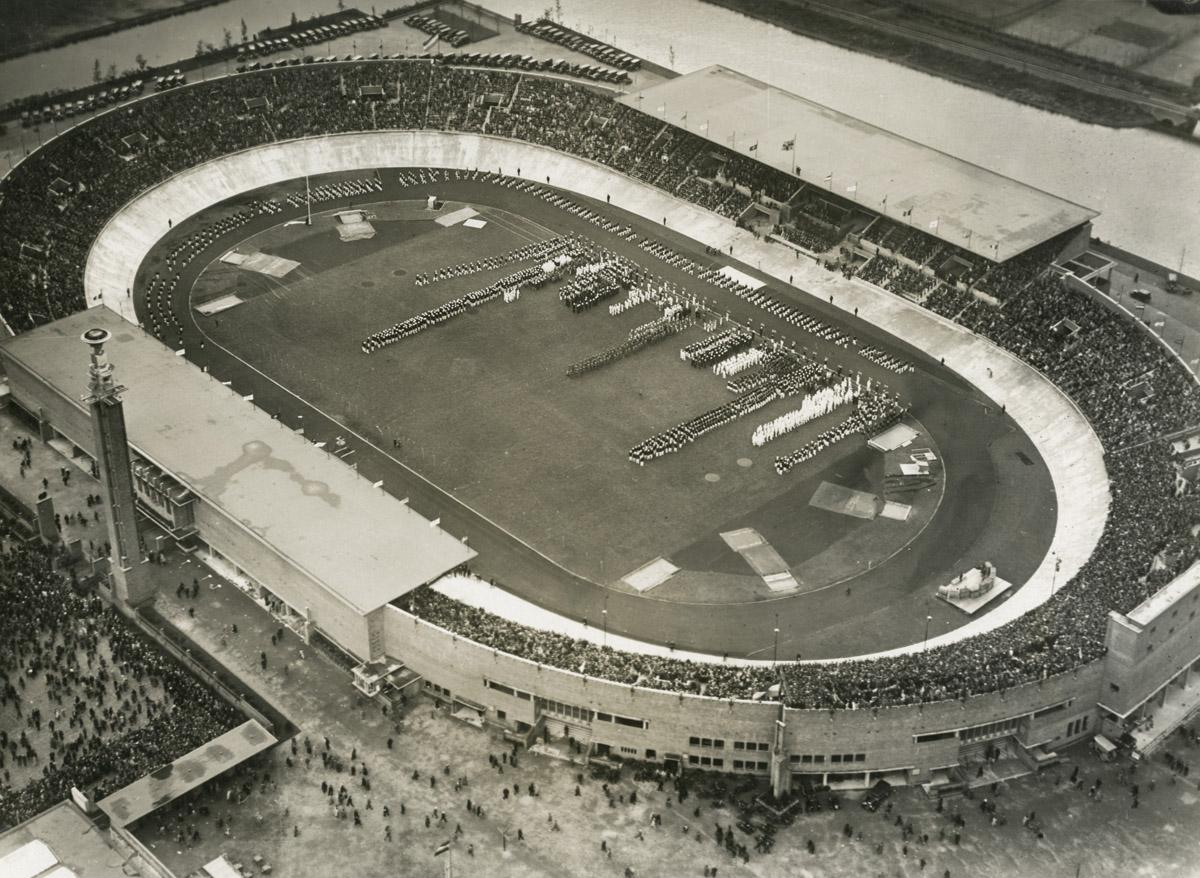
1928年的阿姆斯特丹奥林匹克体育场

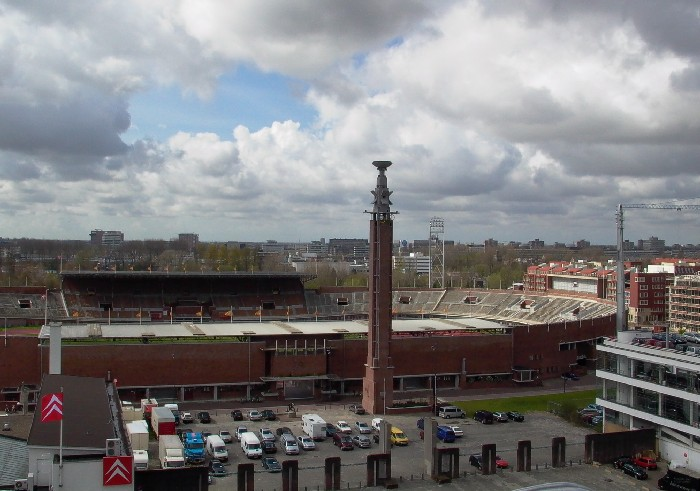
2005年的阿姆斯特丹奥林匹克体育场